# Saison 1 de Ballers
Chronologie
Saison 2
Cet article présente le guide des épisodes de la première saison de la série télévisée américaine Ballers.

## Généralités
- Aux États-Unis, cette saison a été diffusée du 21 juin 2015 au 23 août 2015 sur HBO.
- Au Canada, elle a été diffusée en simultanée sur HBO Canada.

## Distribution

### Acteurs principaux
- Dwayne Johnson (VF : Gilles Morvan) : Spencer Strasmore
- John David Washington (VF : Namakan Koné) : Ricky Jerret
- Rob Corddry (VF : Jacques Bouanich) : Joe Krutel
- Omar Benson Miller (VF : Jean-Baptiste Anoumon) : Charles Greane
- Donovan W. Carter (VF : Christophe Peyroux) : Vernon Littlefield
- Troy Garity (VF : Philippe Bozo) : Jason
- London Brown (VF : Sidney Kotto) : Reggie
- Jazmyn Simon (VF : Laurence Mongeaud) : Julie Greane

### Acteurs récurrents
- Arielle Kebbel : (VF : Pauline Moingeon Vallès) : Tracy Legette
- Dulé Hill (VF : Mohad Sanou) : Larry Siefert, le GM des Miami Dolphins
- Anabelle Acosta (VF : Nathalie Bienaimé) : Annabella
- Taylor Cole : Stephanie Michaels
- Antoine Harris (en) (VF : Asto Montcho) : Alonzo Cooley
- Ella Thomas : Kara Cooley
- Taylour Paige : Theresa, la sœur de Jazmyn
- Richard Schiff (VF : Bernard Métraux) : M. Anderson
- Clifton Collins Jr. (VF : Diego Asensio) : Maximo Gomez
- Angelina Assereto : Angela Lee
- Terrell Suggs (VF : Frantz Confiac) : Terrell Suggs
- Robert Wisdom (VF : Günther Germain) : Dennis

## Épisodes

### Épisode 1:Pilote
- États-Unis /  Canada : 21 juin 2015 sur HBO[1] / HBO Canada
- France : 22 juin 2015 sur OCS City[2]
- Québec : 3 septembre 2015 sur Super Écran[3]

- États-Unis : 2,16 millions de téléspectateurs[4] (première diffusion)

### Épisode 2:Un gros contrat
- États-Unis /  Canada : 28 juin 2015 sur HBO / HBO Canada
- France : 29 juin 2015 sur OCS City
- Québec : 10 septembre 2015 sur Super Écran

- États-Unis : 1,85 million de téléspectateurs[5] (première diffusion)

### Épisode 3:Briser les chaînes
- États-Unis /  Canada : 5 juillet 2015 sur HBO / HBO Canada
- France : 6 juillet 2015 sur OCS City
- Québec : 17 septembre 2015 sur Super Écran

- États-Unis : 1,70 million de téléspectateurs[6] (première diffusion)

### Épisode 4:Des têtes vont tomber
- États-Unis /  Canada : 12 juillet 2015 sur HBO / HBO Canada
- France : 13 juillet 2015 sur OCS City
- Québec : 24 septembre 2015 sur Super Écran

- États-Unis : 1,59 million de téléspectateurs[7] (première diffusion)

### Épisode 5:La Charge à la machette
- États-Unis /  Canada : 19 juillet 2015 sur HBO / HBO Canada
- France : 20 juillet 2015 sur OCS City
- Québec : 1er octobre 2015 sur Super Écran

- États-Unis : 1,64 million de téléspectateurs[8] (première diffusion)

### Épisode 6:Tout est dans tout
- États-Unis /  Canada : 26 juillet 2015 sur HBO / HBO Canada
- France : 27 juillet 2015 sur OCS City
- Québec : 8 octobre 2015 sur Super Écran

- États-Unis : 1,81 million de téléspectateurs[9] (première diffusion)

### Épisode 7:Nouveaux Départs
- États-Unis /  Canada : 2 août 2015 sur HBO / HBO Canada
- France : 3 août 2015 sur OCS City

- États-Unis : 1,56 million de téléspectateurs[10] (première diffusion)

### Épisode 8:Manipulation
- États-Unis /  Canada : 9 août 2015 sur HBO / HBO Canada
- France : 10 août 2015 sur OCS City
- Québec : 22 octobre 2015 sur Super Écran

- États-Unis : 1,71 million de téléspectateurs[11] (première diffusion)

### Épisode 9:Collision
- États-Unis /  Canada : 16 août 2015 sur HBO / HBO Canada
- France : 17 août 2015 sur OCS City
- Québec : 29 octobre 2015 sur Super Écran

- États-Unis : 1,57 million de téléspectateurs[12] (première diffusion)

### Épisode 10:Flamands
- États-Unis /  Canada : 23 août 2015 sur HBO / HBO Canada
- France : 24 août 2015 sur OCS City
- Québec : 5 novembre 2015 sur Super Écran

- États-Unis : 1,40 million de téléspectateurs[12] (première diffusion)